# معركة تھانيسر
معركة تھانیسر (معروفة أيضا باسم معركة الزاهدون) معركة وقعت خلال فصل الصيف من عام 1567،
بالقرب من مدينة ثانيسار الواقعة على ضفاف نهر سارساواتي غاغار في ولاية هاريانا في الهند. كان السلطان المغولي جلال الدين أكبر يريد إخضاع الراجبوت الخونة المتمردين، لذا أقام السلطان معسكرا قريبا من قناة مياه مقدسة (تُدعى ساروفار) لطائفة السنياسيين الهندوسية وأنشأ مخيم حول هذا الخزان للمياه العذبة من أجل إدارة قواته بشكل صحيح في المناطق المجاورة.

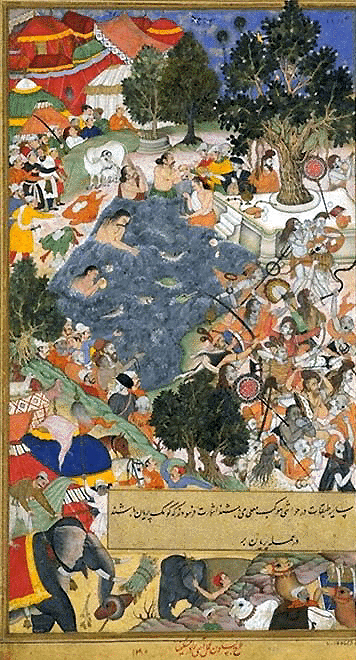
هجوم مغول الهند على السنياسيين (زهاد الهندوس) في تھانیسر

## خلفية الأحداث
بعد أن بقي قريبا من قناه المياه لأسابيع خلال حرارة الصيف الحارقة، واجه السلطان أكبر والجيش المغولي مجموعة كبيرة جدًا من السنياسيين، الذين تجمعوا للقيام بالغطس المقدس على ضفاف القناة. اقترب أفراد المجموعة ودخلوا معسكرا للمغول متجاهلين بشكل تام المعايير العسكرية المغولية والخيام الحمراء التي ترمز إلى الإمبراطور نفسه. كان السلطان أكبر مستاءً بشكل عام من وصولهم لأنه كان يجمع جيشه ويبني الروح المعنوية، ويستعد لحملته القادمة ضد أودي سينغ (مؤسس مدينة أودايبور). لكن جماعة السنياسيين لم تكن تنوي القتال بل كانت تريد الشرب والاستحمام في القناة التي كانوا يعتبروها «مقدسة» بحسب معتقداتهم.
وصلت مجموعة أخرى من السنياسيين بعد الظهيرة إلى المكان وبدأوا في التجمع بالمئات والآلاف حول القناة. نصح أحد الجنرالات السلطان أكبر باتخاذ إجراءات ضد الجماعة بسبب غضبه من وجودهم وتطفلهم. كان المغول ينتظرون الأوامر لإخراج الجماعة من المعسكر المغولي، لكن السلطان جلال الدين أكبر فضل الانتظار معتقدا أنهم سيغادرون بحلول غروب الشمس.

## المعركة
سمح الإمبراطور المغولي جلال الدين أكبر لجماعة السنياسيين بالإغتسال والشرب من القناة وراقب أفعالهم بحذر شديد. بعد أن استحمّت المجموعة الكبيرة «الأولى» من الكهنة وشربوا من مياه قناة ساروفار المقدسة، بدأت أيضًا مجموعة «ثانية» من الكهنة بالمئات بالوصول إلى القناة. أدى وصول المجموعة الثانية إلى اشتعال التوترات بين المجموعتين الكبيرتين، والتي بلغت ذروتها في نهاية المطاف في وقوع مشاجرة داخل القناة المقدسة بين المجموعتين اللتان قامتا بطعن بعضهما البعض باستخدام الكتار.
وبسبب قلقله من انتشار العنف في معسكر المغول، أمر الإمبراطور المغولي جلال الدين أكبر ما يقرب من 250 من رجاله باستعادة الأمن والنظام في قناة الساروفار على الفور من الكهنة المنشقين. كان المغول مسلحين بالتالوار والدروع والبنادق والقوس المغولي، هاجم المغول بشراسة صفوف الكهنة في نهاية المطاف، مما دفعهم في النهاية إلى الابتعاد عن قناة المياه.

## ما بعد المعركة
واصل الإمبراطور المغولي جلال الدين أكبر قيادة حملته من ثانيسار، وخلال الأشهر التالية قام المغول بحصار شيتور ضد قوات أودي سينغ التي كانت متحصنة في قلعة شيتور.

تعلم السلطان جلال الدين أكبر درسًا من هذا الحدث وقام بإصدار فرمان (قانون) يمنع أي شخص من عامة الناس من دخول أي معسكرات للمغول دون سبب معقول.